# بي جي إم 338
بي جي إم 338 هي بندقية قنص تمت صناعتها في سافوا العليا من طرف الشركة الفرنسية بي جي إم للدقة، تطلق هذه البندقية ذخيرة أسرع من الصوت بحجم (8.59 × 70 ملم)، وتصل إلى مسافة أقصاها 1200 متر.
تمت صناعة البي جي إم 338 من أجل التصويب والتسديد بدقة متناهية ولمسافة أبعد أكثر من سلاح 7.62×51 ملم ناتو، والذي ليس له القدرة الكافية على التصويب بدقة عالية من مسافة بعيدة.

## الاستعمال
تستعمل بندقية البي جي إم 338 من أجل تنفيذ تسديدات على بعد 1200 متر كاملة، حيث أن هذا النوع من الأسلحة قادر على تنفيذ تصويبات بدقة كبيرة جدا، مع قياسات مضبوطة وتحكم جيد من طرف القناص.

## المستعملين
بندقية القنص هذه تستعمل في خدمة العديد من القوات المسلحة على غرار:
- إسرائيل: وحدات القوة الخاصة الإسرائيلية[1]
- سنغافورة: القوات المسلحة السنغافورية[2]
- سلوفاكيا: الجيش السلوفاكي[3]

## معرض الصور

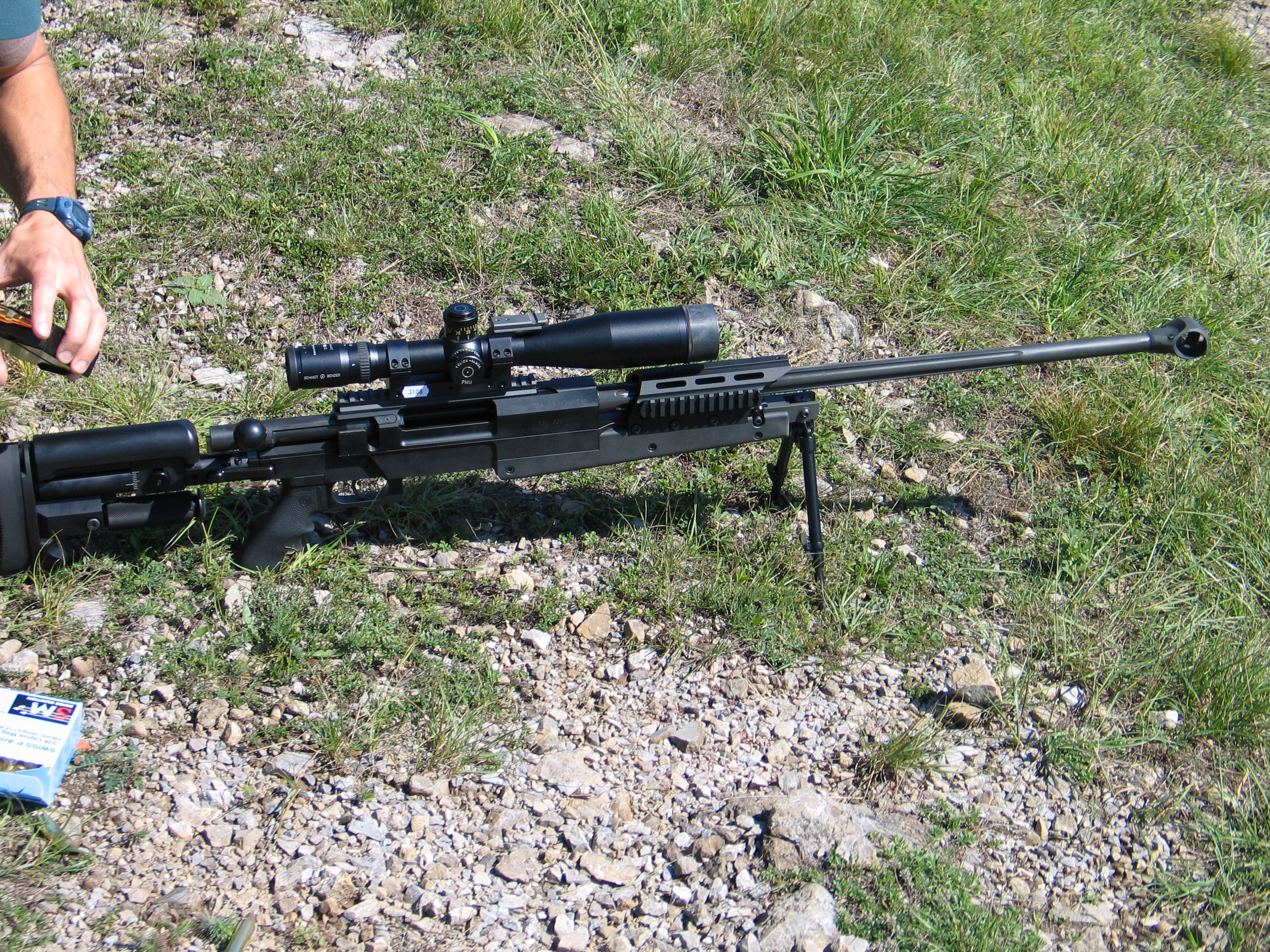
بي جي إم 338